# Regimiento de Infantería «Barbastro» n.º 43
El Regimiento de Infantería “Barbastro” n.º 43, también llamado Los Pardos de Aragón, era un regimiento de infantería del Ejército de Tierra de España. El regimiento estaba acuartelado en Barbastro y, antes de ser disuelto en 1986, formaba parte de la Brigada de Infantería de Defensa Operativa del Territorio - V. Fue el último representante de una distinguida serie de unidades de infantería procedentes o asociadas con la ciudad de Barbastro.
Su primera encarnación fue autorizada el 28 de marzo de 1793 con la denominación de Batallón de Cazadores de Montaña de la Ciudad de Barbastro, con una dotación inicial de 600 hombres. El sobrenombre de "Los Pardos de Aragón" deriva de otro regimiento que también fue formado en Barbastro en 1808 para contribuir a la defensa de Zaragoza durante su segundo sitio.

## Elementos identitarios

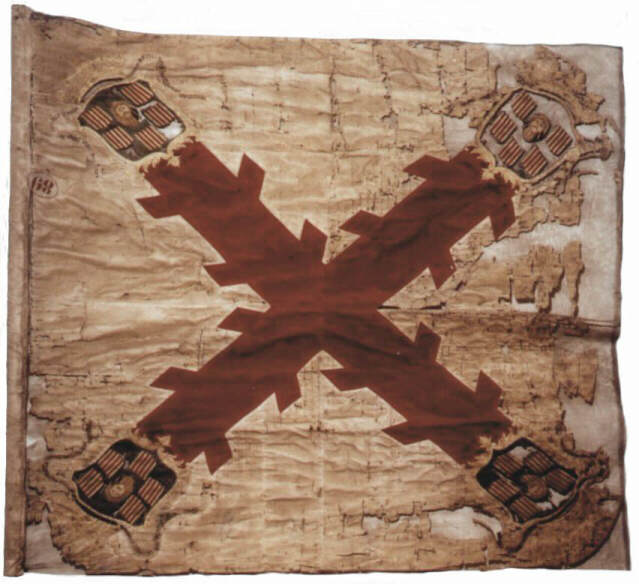
Bandera batallona de los Tercios de Barbastro (1808)

### Denominación histórica
Tras ser creado como el Batallón de Cazadores de Montaña de la Ciudad de Barbastro, su nombre cambió al de Batallón de Cazadores Voluntarios de la Ciudad de Barbastro en 1794, siendo dividido en dos mitades separadas en 1807, que se convierten en dos batallones en 1808. Ese mismo año se crean los Tercios de Barbastro, la mayor parte de los cuales se traslada a Zaragoza y pasa a formar parte del Batallón de Puerta del Carmen y del Batallón de Torrero.  Barbastro vuelve a formar el mismo año otra unidad, esta vez con el nombre de "Los Pardos de Aragón". El regimiento fue atacado y destruido cuando se acercaba a Zaragoza y los batallones en Zaragoza se perdieron con la toma de la ciudad por los franceses. El segundo batallón de cazadores fue destruido por los franceses en 1811 y sus sobrevivientes se unieron al primero, tomando este el nombre de Batallón de Cazadores de Barbastro. Esta unidad fue extinguida el 21 de mayo de 1812, integrándose sus hombres en otros regimientos y batallones.
En 1808 se formó el Batallón de la Reunión de Osera y al llegar el agente inglés Carlos Doyle a Zaragoza ese mismo año se le cambió el nombre por el de Batallón de Tiradores de Doyle en su honor. Después de que Doyle perdiera el favor de la Corte en 1813, el nombre del batallón se cambió por el de Regimiento de Infantería de Barbastro. El regimiento fue destinado a servicio en América en 1814 y un segundo regimiento, con el nombre de Regimiento de Cazadores de Barbastro n.º 9, Ligero, fue creado en 1815 en la península para reemplazarlo, al ser renombrado así el Regimiento de Voluntarios Numantinos. Ambos regimientos fueron extinguidos en 1823, el primero tras ser destruido en la Batalla de Carabobo y el segundo como consecuencia de una reorganización del Ejército. 
En 1847 se creó el Batallón de Cazadores de Barbastro n.º 4 en Fuencarral a partir de compañías del Regimiento de Infantería de Zamora y del Regimiento de Infantería de San Fernando. Este batallón fue disuelto en 1898 después de que participara en la guerra de Cuba.
El Batallón de Cazadores de Barbastro n.º 4 vuelve a formarse en 1899 a partir del Batallón Provisional n.º 2 de Puerto Rico. En 1925 cambia al nombre de Batallón de Cazadores de África n.º 2, volviendo a recuperar el nombre de Barbastro en 1929, y acabando disuelto en 1931 como consecuencia de la reforma militar de la Segunda República.
Vuelve a aparecer en 1943 con el nombre de Batallón de Montaña Barbastro n.º 16, integrado en 1946 en el Regimiento de Cazadores de Montaña n.º 6, que en 1969 se convierte en el Regimiento de Infantería Barbastro n.º 43, acabando disuelto en 1986.

### Escudo de armas
En campo de azur, cinco escudetes de oro cargado cada uno de ellos de cuatro palos de gules, colocados en dos jafas, tres y dos y coronado el del jefe; en punta una cabeza humana en sus colores naturales, de largos cabellos y barba poblada ( Ecce Homo ). El todo timbrado de Corona Real.

## Antecedentes
Barbastro necesitó movilizar a sus ciudadanos en varias ocasiones para defender la ciudad y su entorno de ejércitos enemigos que los amenazaban. Jaime I había concedió a los barbastrenses en el 1255 el privilegio de que pudieran coaligarse para defenderse de cualquiera que los inquietara. Ya en 1396, la enconada resistencia de Barbastro al asalto de las tropas del Conde de Foix entorpeció el intento de este de hacerse proclamar Rey de Aragón:

Valor grande de los caballeros de Barbastro. Fue en este trance de mucho valor el esfuerzo y valentía de los caballeros y vecinos de aquella ciudad que se pusieron a resistir al poder del conde de Fox; siendo una parte del lugar entrada por los enemigos y estando la ciudad en mediana defensa se pusieron con gran ánimo a todo peligro para resistir a los enemigos que con gran furia deliberaron de combatirlos, por ser la más principal cosa que habían emprendido y la primera del reino de Aragón: porque entendían que consistía en ello conservarse lo restante del invierno hasta que les llegase nuevo socorro, y que sería gran reputación para lo que se había emprendido.
Jerónimo Zurita 

En 1642, durante la Guerra de los Segadores, cuando fuerzas franco-catalanas invadieron Aragón, Barbastro formó una compañía de arcabuceros que se desplegó para proteger el cruce del Cinca y otras compañías para la defensa de la propia ciudad, incluida una integrada exclusivamente por miembros del clero. Los franco-catalanes atacaron y consiguieron tomar el castillo de Monzón, pero no cruzaron el Cinca y tuvieron que retirarse cuando las tropas de Felipe IV avanzaron sobre Lérida.
En 1705, después de varios enfrentamientos entre los partidarios del Archiduque Carlos y las autoridades militares leales a Felipe V, la recién creada Junta de Defensa de Barbastro formó seis compañías para guarnecer la ciudad. Esto no impidió que la ciudad pasara de un bando al otro varias veces.

## Historial

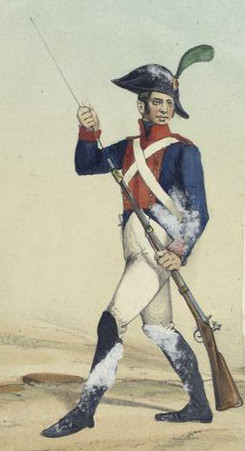
Uniforme del batallón de cazadores de Barbastro en 1806

### Guerra de la Convención (1793-1795)
Destacamentos de la unidad se despliegan en los puertos aragoneses del Pirineo y participan en acciones defensivas y ofensivas.

### Guerra de la Naranjas (1801)
El batallón se traslada a Extremadura en 1796, pasando al Campo de Gibraltar en 1800, y participa en 1801 en la invasión de Portugal.

### Invasión de Portugal (1807-1808)
Vuelve a Andalucía en 1801, estacionándose en el Campo de Gibraltar del 1804 al 1807 para participar en el bloqueo del peñón y dividiéndose después en dos mitades. La primera mitad participa en la invasión franco-española de Portugal, formando parte en 1808 de las tropas que ocupaban Oporto.

### Guerra de la Independencia (1808-1812)
Tras los sucesos del 2 de mayo, la primera mitad se rebela contra los aliados franceses y se traslada a Galicia, mientras la segunda participa en la Batalla de Bailén y luego entra en Madrid. El ahora llamado primer batallón participa en las operaciones militares en el norte, incluyendo Rioseco y Bilbao. En Barbastro la ciudad decide crear los Tercios de Barbastro, 30 compañías integradas por vecinos del partido, mandando 20 compañías a proteger los puertos del Pirineo y 10 compañías a Zaragoza, escoltando un convoy de suministros de 100 carros y 600 caballerías. Las compañías destacadas en Zaragoza participan en la defensa de la ciudad en el primer sitio, y se les unen la mayoría de las otras compañías en preparación del segundo sitio. El resto de las compañías bajan a Barbastro para integrarse en un nuevo regimiento, el de los Pardos de Aragón, que es sorprendido y dispersado por los franceses cerca del Santuario de Leciñena cuando intenta unirse a los defensores de Zaragoza durante el segundo sitio.
El primer batallón participa en 1809 en las acciones de Espinosa, Tamames, Carpio y Alba de Tormes. El segundo es desbaratado en Uclés, pero se vuelve a formar en Úbeda. Participa en acciones en Talavera y Ocaña
En 1810 el primer batallón pasa a Extremadura y Portugal. En 1811 entra en Olivenza, que es sitiada por los franceses. La plaza acaba capitulando y los españoles pasan a ser prisioneros de guerra. El segundo batallón se distingue en  Albuera con una carga a la bayoneta, tras lo que es declarado benemérito de la patria en grado heroico y eminente.
Tras unirse los fugados del primer batallón al segundo, el batallón se refuerza con hombres de las guerrillas de Ayamonte y voluntarios catalanes, y participa en acciones en Alcalá de los Gazules y Jimena. Perseguida la división por los franceses, acaba refugiándose bajo la protección de los cañones ingleses del peñón de Gibraltar. En el 1812 sigue el batallón actuando en la misma zona, hasta ser extinguido por Orden Real, integrándose sus hombres en otras unidades.

### Guerra de Independencia de Venezuela (1814-1821)
Participa en la represión de la rebelión y acaba destruido en la Batalla de Carabobo.

### Portugal (1847)
Cruza la frontera el 11 de junio y opera contra los rebeldes portugueses hasta la completa pacificación, volviendo a ocupar Oporto.

### Guerras Carlistas (1848-1849) (1872-1876)
Pasa a Cataluña y sube al Pirineo leridano para combatir a los carlistas, invadiendo el valle de Andorra en persecución del enemigo. En el 1848 pasa destinado a la guarnición de Barcelona, actuando en la zona contra los carlistas. En el 1849 participa en las acciones de Requesens, Matamargó, y Alpeny y Ripoll, hasta la completa pacificación del Principado.

### Guerra de África (1859-1860)
Lucha encuadrado en la segunda brigada de la división de infantería del primer cuerpo.

### Cuba (1895-1898)
Participa en diversas operaciones contra las fuerzas cubanas de Máximo Gómez y Antonio Maceo. En 1898 regresa a Barcelona y allí se ordena su disolución.

### Marruecos (1909-1927)
Participa en las Campañas de Melilla (1909-1910) y Ceuta (a partir de 1913).

## Distinciones
- Medalla de Distinción de la Batalla de Bailén
- Cruz de Distinción, "Fernando VII. Espinosa"
- Cruz de Distinción del Sexto Ejército por la batalla de Tamames, "Venció en Tamames"
- Cruz de Distinción de los Sitios de Zaragoza
- Cruz de Distinción de Villafranca del Bierzo
- Cruz de Distinción de Lugo
- "Benemérito de la Patria"
- "Benemérito de la Patria en grado heroico y eminente"
- Escudo de distinción de la Ciudad de Niebla
- Cruz de Distinción de la Batalla de Albuera, "Fernando VII. Albuera"